# Virginia Slims Grass Court Championships 1973
Virginia Slims Трава Court Championships 1973, також відомий під назвою Virginia Slims of Newport, — жіночий тенісний турнір, що проходив на кортах з трав'яним покриттям Newport Casino у Ньюпорті (США) в рамках Світової чемпіонської серії Вірджинії Слімс 1973. Відбувсь утретє і тривав з 20 до 26 серпня 1973 року. Перша сіяна Маргарет Корт здобула титул в одиночному розряді й отримала за це 7 тис. доларів США.

## Фінальна частина

### Одиночний розряд
Маргарет Корт —  Джулі Гелдман 6–3, 6–2

### Парний розряд
Франсуаза Дюрр /  Бетті Стов —  Джанет Ньюберрі /  Пем Тігуарден 6–4, 6–3

## Розподіл призових грошей
| Дисципліна       | П      | F      | 3-тє   | 4-те   | ЧФ   | 1/8  | 1/16 |
| Одиночний розряд | $7,000 | $3,500 | $1,950 | $1,650 | $900 | $450 | $225 |